# 폴 펠리오

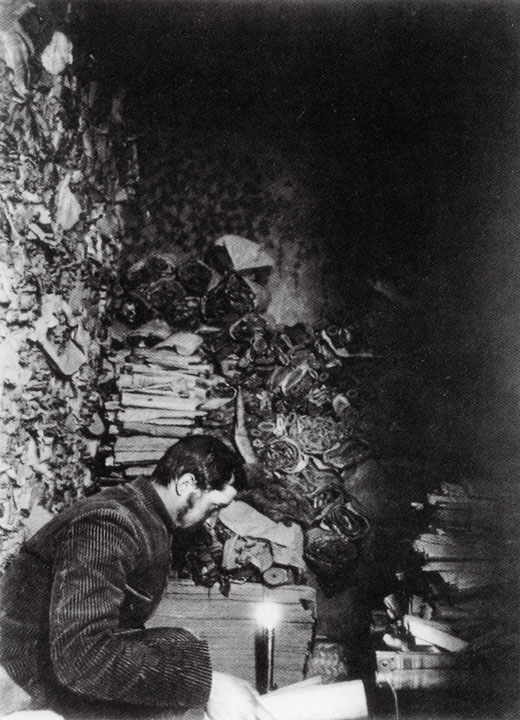
장경동의 문서를 조사하는 폴 펠리오

폴 펠리오(프랑스어: Paul Pelliot, 1878년 5월 28일 ~ 1945년 10월 26일)는 프랑스인 중국학자로 중앙아시아를 탐험하고, 수많은 유적들을 수집하여 프랑스로 가져왔다. 처음에는 처음에는 외국인 사절단으로 들어가, 중국에 대한 연구를 하였으며, 실뱅 레비(Sylvain Lévi)와 에두아르 샤반(Édouard Chavannes)의 제자가 되어 공부를 하였다. 펠리오는 단 한번 중앙 아시아를 탐사했지만, 수많은 유적을 가지고 돌아왔다.
펠리오는 하노이에 있는 프랑스극동학원(École Française d'Extrême Orient)에서 일을 했으며, 거기서 학회의 장서 수집을 위해 1900년 베이징으로 파견되었다. 그가 베이징을 방문하여 일을 하는 동안 의화단 운동이 발생하여, 외국인 대사관에 포위 당하여 구금되었다. 그는 포위를 당한 동안 두번을 탈출하게 되는데, 한번은 적군을 사로잡아 의복을 빼앗고, 또 한번은 과일을 얻기 위해서였다. 이러한 그의 용맹으로 말미암아, 그는 레종 도뇌르 훈장을 받게 된다. 22세의 나이에 다시 하노이로 돌아와 학회의 중국학 교수가 되었고, 나중에 프랑스 대학의 교수로 역임하였다.

## 탐험
폴 펠리오의 탐험단은 1906년 6월 17일 파리를 떠났다. 그의 팀원은 루이 바이양(Louis Vaillant) 박사와 의료 장교와 사진사인 샤를 누에트(Charles Nouette)였다. 이 3인은 투르키스탄 지역을 모스크바와 타슈켄트를 경유하여 철도로 이동하였고, 카슈가르에 1906년 8월 말경에 도착하여 러시아 총독과 함께 머물렀다. 펠리오는 유창한 중국어 솜씨를 뽐내 현지의 중국인 관료를 놀라게 했고, 그의 노력은 곧 결실을 보았다. 중요한 소스를 얻은 것이다.
카슈가르를 떠나 처음으로 정박한 곳은 툼추크였는데, 그곳에서 쿠차로 향했다. 그리고 쿠차에서 소실된 쿠차 언어로된 많은 문서를 획득했다. 이 문서들은 나중에 스승인 실뱅 레비에 의해 번역되었다. 쿠차를 떠나 펠리오는 우루무치를 갔는데, 그곳에서 형제가 의화단의 수괴인 란 공작을 만나게 된다. 란 공작은 종신 유배 상태로 있었다. 펠리오 탐험대가 마지막으로 발길을 멈춘 곳은 그의 명성을 쌓게 한 둔황으로 1908년 2월 12일에 이곳에 도착하였다.
둔황에서 펠리오는 왕위안루(왕원록)의 장경동에 대한 소문을 듣고 접근할 수 있었다. 방대한 분량의 고서적과 판본, 예술 작품들이 이미 아우렐 스타인(Aurel Stein)에 의해 유출된 후였다. 카슈가르에서처럼 펠리오의 중국어 실력이 또 한번 빛을 발휘했다. 3주간 판본과 고서적 등을 씨름하며 분석한 후에 왕위안루(왕원록)에게 일부를 팔도록 설득했다. 왕위안루(왕원록) 또한 사원의 보전에 예산이 필요했으므로, 90 파운드를 받고 막대한 분량을 팔게 되었다.

## 귀환
펠리오는 1909년 10월 24일 파리로 돌아온다. 돌아온 그에게 동료이자 스승인 에두아르 샤반의 추악한 음모가 기다리고 있었다. 폴 펠리오는 공금횡령과 문서 위조로 기소되었다. 결국 1912년 아우렐 스타인이 쓴 저서로 인해 무죄가 인정되었다.
그 후 1차 대전 때는 프랑스군 대사로 베이징에서 복역을 하였으며, 1945년 암으로 죽게 된다. 그는 중국학의 위대한 학자로 평가되었으며, 그의 소장품을 많이 가지고 있는 파리동양박물관(Musée Guimet)에는 그의 이름을 딴 갤러리가 있다.

## 의의
폴 펠리오는 혜초의 《왕오천축국전》의 발굴에 핵심적인 기여를 하였으며, 주달관의 《진랍풍토기》를 번역하여 서양에 알림으로써, 앙코르 유적의 복원에 막대한 기여를 하였다.

## 같이 보기
- 아우렐 스타인
- 진랍풍토기
- 왕오천축국전